# Marianne Rokne
Marianne Rokne (Bergen, 9 de marzo de 1978) es una exjugadora noruega de balonmano, campeona del mundo en 1999 y medallista de bronce olímpica en los Juegos de Sídney 2000 con la selección noruega.

## Trayectoria
Debutó con Tertnes Håndball Elite, el club de su ciudad, y en 2003 dio el salto a Dinamarca para jugar en SK Århus (2003–2005), luego en Aalborg DH (2005–2006, que terminó en un contencioso laboral y acabó ganando), y más tarde en GOG Svendborg TGI (2006–2009). En febrero de 2009 regresó a Tertnes con un contrato de tres temporadas, compitiendo de nuevo en torneos europeos hasta 2012.

### Clubes
Con Tertnes fue subcampeona de la Copa EHF 1999–2000, final en la que el equipo noruego cayó por un gol ante El Ferrobús Mislata (42–41 en el global). En su etapa danesa disputó la Liga de Campeones con Aalborg (2005–06) y la Recopa con GOG (2006–07).

### Trayectoria de clubes
- 1998–2003:  Tertnes Håndball Elite.[6]
- 2003–2005:  SK Århus.[6]
- 2005–2006:  Aalborg DH.[6]
- 2006–2009:  GOG Svendborg TGI.[4]
- 2009–2012:  Tertnes Håndball Elite.[5][6]

### Selección
Internacional absoluta con Noruega desde 1998, formó parte del equipo campeón del mundo en 1999 y subcampeón en 2001, además del bronce olímpico en Sídney 2000. En el Europeo 2006 fue llamada durante el torneo por la lesión de Katja Nyberg y contribuyó al oro; en la final ante Rusia (27–24) llegó a anotar.

## Premios y títulos

### Con la selección
- 1 x Medalla de oro en el Campeonato del Mundo (1999).[1]
- 1 x Medalla de plata en el Campeonato del Mundo (2001).[1]
- 1 x Medalla de bronce en los Juegos Olímpicos (2000).[2]
- 1 x Medalla de oro en el Campeonato de Europa (2006).[9]

## Vida personal
Nacida y formada en Bergen, tras su regreso a Noruega en 2009 declaró que quería “volver a casa” y centrarse también en su vida familiar. Tras su carrera deportiva ha trabajado como educadora infantil en la red de guarderías municipales de Bergen.